# Barkenhoff

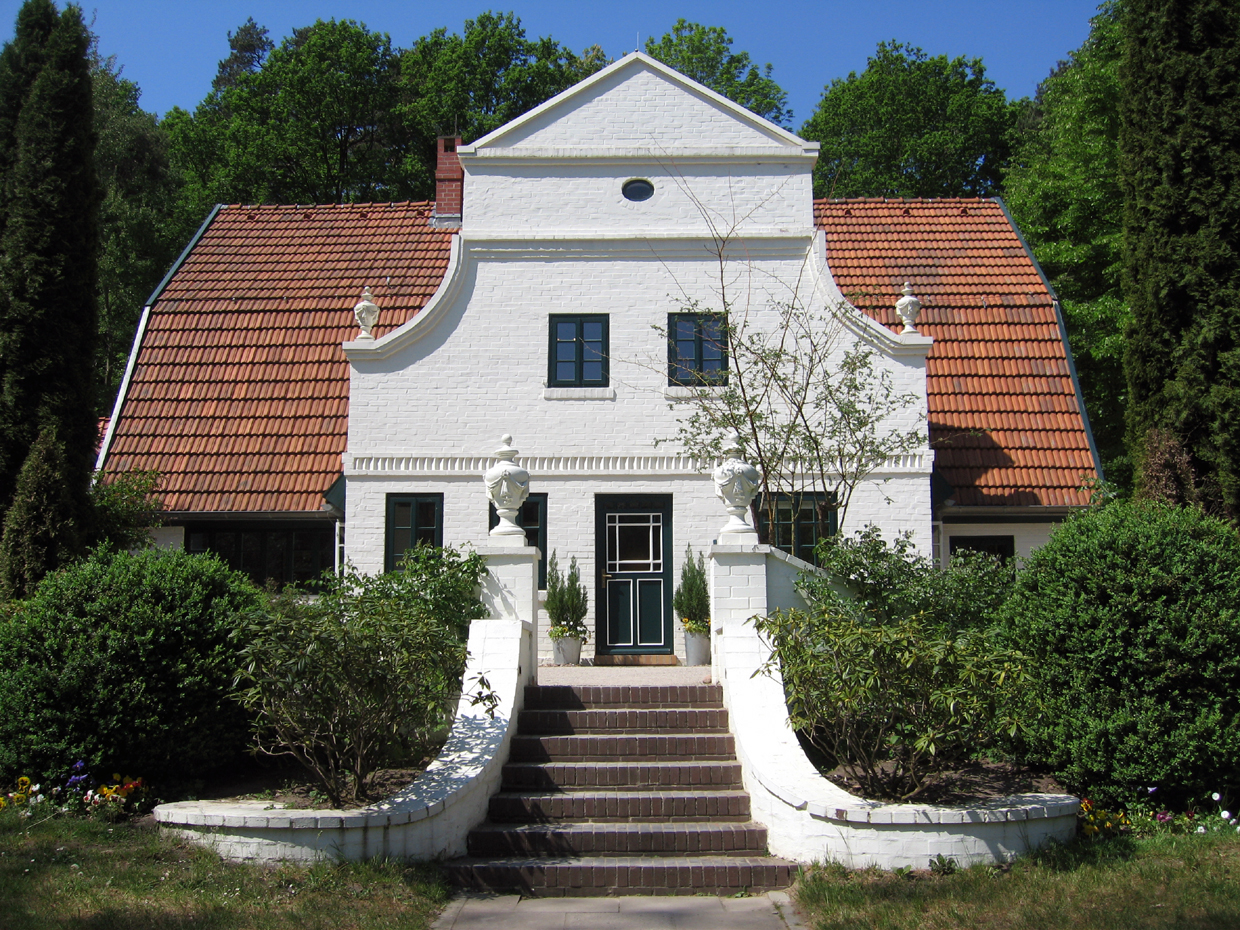
Voorgevel Barkenhoff in 2007

Barkenhoff, Platduits voor Birkenhof, Nederlands Berkenhoeve, is de naam van een museum en atelierruimte in de kunstenaarskolonie Worpswede in Nedersaksen, Duitsland, niet ver van de stad Bremen.
In 1895 werd de Barkenhoff, die oorspronkelijk een grote, karakteristieke boerderij was, door kunstenaar Heinrich Vogeler aangekocht en verbouwd tot een jugendstilgebouw met markante klokgevel. Al spoedig werd de Barkenhoff het middelpunt van de in het dorp Worpswede ontstane kunstenaarsbeweging en latere -kolonie. Boven een portaal aan de oostkant van het gebouw is een gedicht van Rainer Maria Rilke te lezen dat luidt:
Licht ist sein Loos, / ist der Herr nur das Herz und die Hand des Bau's, / mit den Linden im Land / wird auch sein Haus schattig (Nederlands: schaduwrijk) und groß.
Na de Eerste Wereldoorlog, toen velen in de kunstenaarskolonie het socialisme of communisme aanhingen, was de Barkenhoff tijdelijk een werkschool en commune en een kindertehuis van de mede door Heinrich Vogeler uit Worpswede opgerichte hulporganisatie Deutsche Rote Hilfe.
Tot de vele bezoekers behoorde Sonja Marchlewska, sinds 1926 gehuwd was met Heinrich Vogeler. Zij was een dochter van de Poolse marxist Julian Marchlewski, die een vriend en medewerker was geweest van Rosa Luxemburg en die Lenin kende. Deze Marchlewski was ook rector geweest van de Communistische Universiteit van de nationale minderheden in het Westen in Moskou en oprichter van de Internationale Rode Hulp, een communistische tegenhanger van het Internationale Rode Kruis. Marchlewski overreedde Vogeler, de Barkenhoff aan de Rote Hilfe over te dragen. De Rote Hilfe was vanaf 1923 weliswaar niet actief, maar wel ondersteunend lid van de Arbeitsschule Barkenhoff e.V. In juli 1925 werd deze vereniging ontbonden. De Barkenhoff bleef tot 1932 een kindertehuis.
In 1932 werd de Barkenhoff aan de tuinarchitect en antroposoof Max Karl Schwarz (1895–1963) verkocht, die door tussenkomst van zijn collega Leberecht Migge naar Worpswede kwam. Daar stichtte hij tussen 1932 en 1936 samen met ir. Martin Schmidt (1892–1964) de Tuinbouw- en huisvestingsschool Worpswede, waar met antroposofisch georiënteerde docenten de biologisch-dynamische manier van werken werd onderwezen en onderzocht. Schwarz geldt als pionier van de biologisch-dynamische land- en tuinbouw, van de compostering en ook als ontwikkelaar en bevorderaar van het zogenoemde. Gärtnerhof-concept.
In de jaren daarna raakte de Barkenhoff in verval. In 1981 kwam de hoeve in overheidsbezit. In de jaren 2003/2004 werd de Barkenhoff gerenoveerd. Sindsdien doet het complex dienst als museum en tentoonstellingsruimte. Tot eind 2009 diende een deel van het gebouw als atelier voor getalenteerde kunstenaars, die van de Barkenhoff-Stiftung, de huidige beheerster, een beurs ontvingen.